# Dvärgdopping
Dvärgdopping (Tachybaptus dominicus) är en amerikansk fågel i familjen doppingar inom ordningen doppingfåglar. Den har ett stort utbredningsområde som sträcker sig från södra Texas till norra Argentina.

## Utseende och läten
Dvärgdoppingen är som namnet avslöjar en mycket liten dopping med en kroppslängd på endast 21–26 cm. Fjäderdräkten är rätt enhetligt grå med ljusare akter, mörk hjässa, liten och tunn näbb och gult öga. I häckningsdräkt (februari–oktober) är ansiktet liksom näbben svart. I flykten syns en vit vingfläck. Simmande fåglar håller ofta vingarna högt och visar därmed upp de fluffiga undre stjärttäckarna. Bland lätena hörs en utdragen drill, ringande nasala "teen" samt ljusa och snabba elektriska ljud.

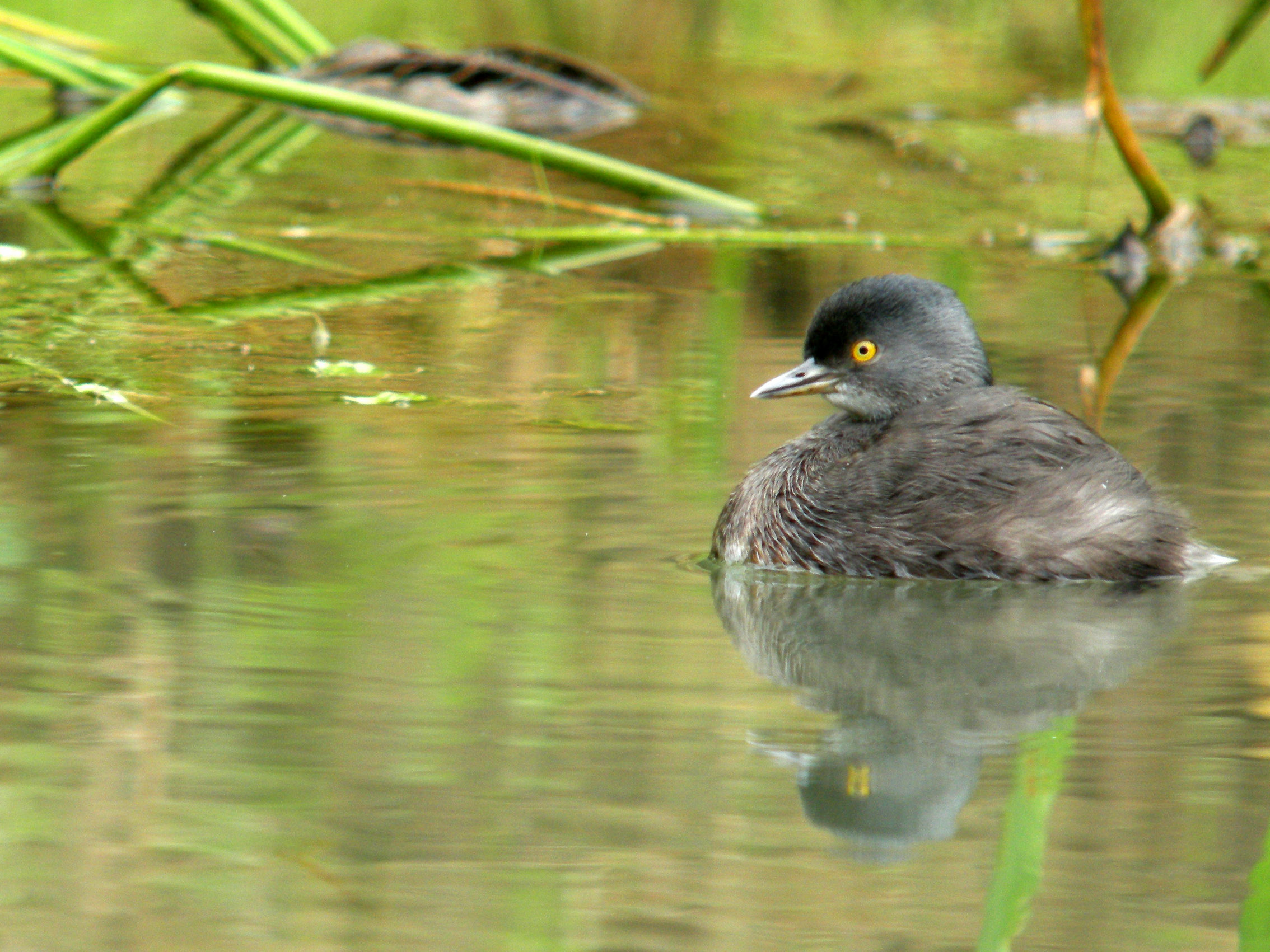
Dvärgdopping i Costa Rica.

## Utbredning och systematik
Dvärgdopping delas in i fem underarter med följande utbredning:
- Tachybaptus dominicus brachypterus – södra Texas till västcentrala Mexiko samt Panama
- Tachybaptus dominicus bangsi – västra Mexiko (södra halvan av Baja California och södra Sonora)
- Tachybaptus dominicus dominicus – ön Cozumel, Bahamas, Stora Antillerna och Jungfruöarna
- Tachybaptus dominicus eisenmanni – kustnära Ecuador; populationer i nordvästra Peru troligen också denna underart
- Tachybaptus dominicus speciosus – tropiska norra Sydamerika till södra Brasilien och norra Argentina

## Levnadssätt
Dvärgdopping hittas i små vattensamlingar med mycket växtlighet. Den ses vanligen i par året runt som ofta strider med andra par om revirgränser. Fågeln är en generalist som tar olika sorters föda, men huvudsakligen vattenlevande insekter och deras larver. Den dyker även efter fisk. Dvärgdoppingen häckar året runt, beroende på lokala förhållanden och tillgång på föda.

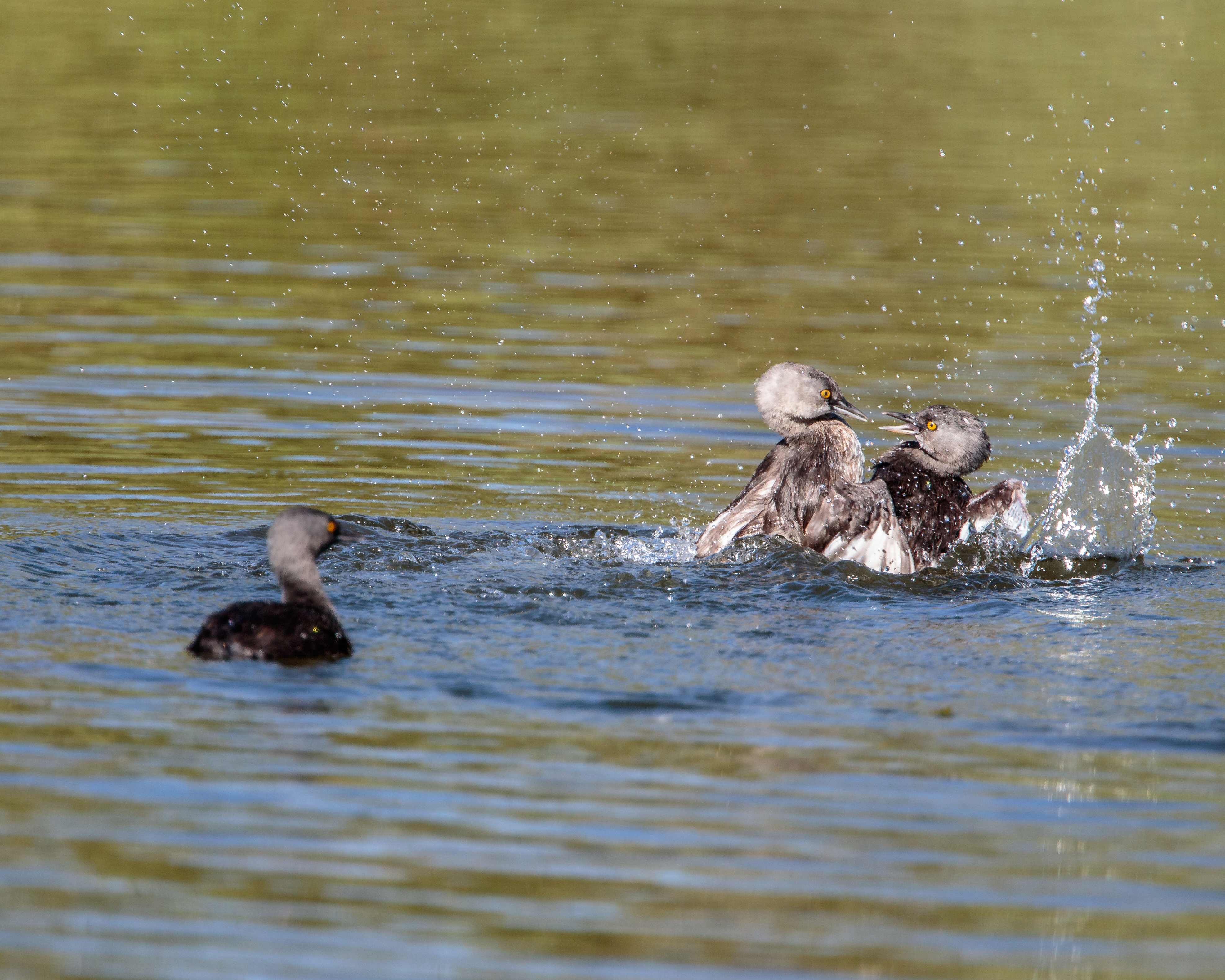
Revirstrider är vanliga bland dvärgdoppingar.

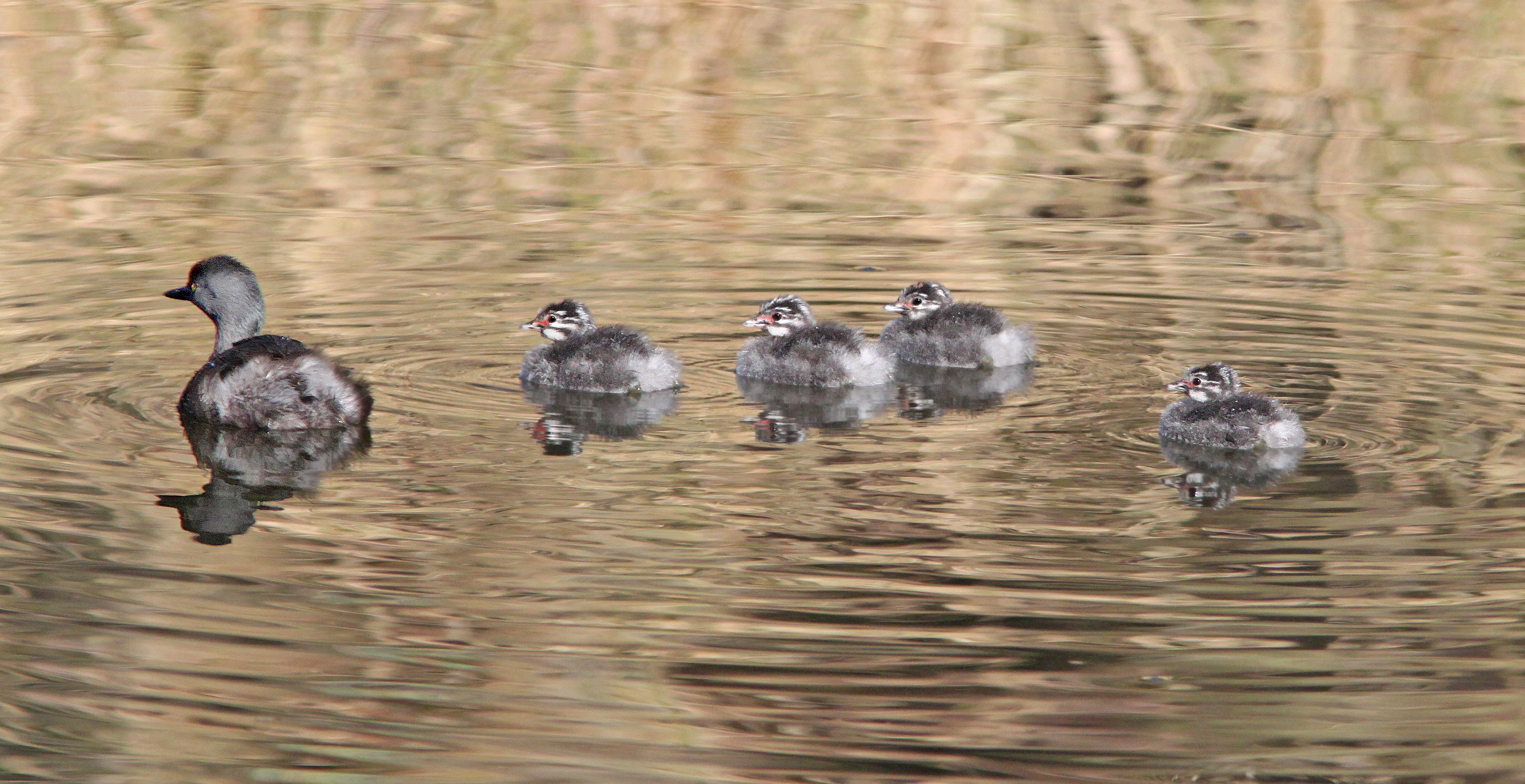
Dvärgdopping med ungar.

## Status och hot
Arten har ett stort utbredningsområde och en stor population med stabil utveckling som inte tros vara utsatt för något substantiellt hot. Utifrån dessa kriterier kategoriserar internationella naturvårdsunionen IUCN arten som livskraftig (LC).